# Ježovice
Ježovice (německy Jeschowitz) jsou malá vesnice, část obce Podveky v okrese Kutná Hora. Nachází se asi jeden kilometr severozápadně od Podvek. Ježovice jsou také název katastrálního území o rozloze 4,93 km². V katastrálním území Ježovice leží i Útěchvosty.

## Historie
První písemná zmínka o vesnici pochází z roku 1291.